# Vanjski čmarni mišić podizač
Vanjski čmarni mišić podizač (lat. musculus sphincter ani externus) je naziv za dva snopa niti koje okružuju završni dio ravnog crijeva (lat. rectum).    
Mišić je sastavni dio zdjelične pregrade. Mišić inerviraju ogranci stidnog živca (lat. nervus pudendus).

## Polazište i hvatište
Mišić polazi s lat. ligamentum anococcygeum, idu prema naprijed, obuhvaćaju rektum i hvataju se za tetivno središte međice.